# 금정산

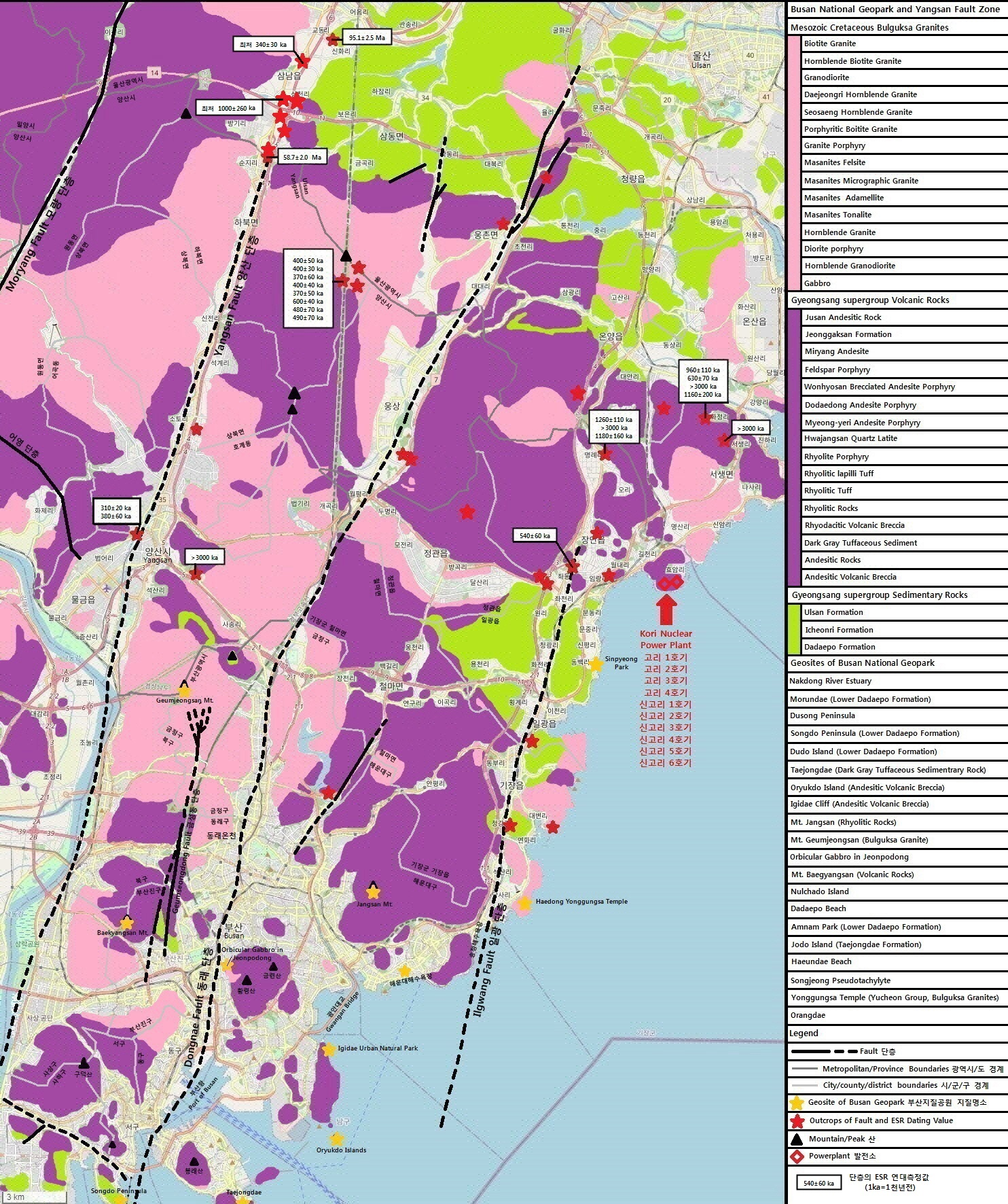
부산광역시의 지질과 금정산

금정산(金井山)은 대한민국 부산광역시 금정구·북구와 양산시 동면과의 경계에 있는 한국의 화강암 산이다. 이 산은 중생대 백악기의 불국사 화강암으로 구성된 산이며, 가장 높은 지점은 고당봉 801.5 미터이다.
많은 사람들이 등산을 하며 주말에 많이 온다. 정상은 케이블 카를 통해서 갈 수 있다. 다양한 등산로가 있는데, 명륜역 근처의 금강공원에서 올라가거나, 온천장역 근처에서 버스를 타고 산성마을로 가거나 화명역, 수정역, 덕천역 근처에서 버스를 타고 산성마을로 가는 방법이 있다.
금정산에는 금정산성과 범어사가 있다. 또한 양산시 방면으로는 호포역과 호포차량사업소가 위치하고 있다

## 지질
금정산은 약 7-6천만 년 전 백악기~고제3기에 지하 깊은 곳에 만들어진 화강암질 마그마가 식어 굳어진 화강암이 융기하여 만들어진 산으로, 다양한 화강암 풍화지형과 역사 유적지가 분포한다. 금정산 화강암은 석영과 정장석이 많이 포함되어 있는 것이 특징이며, 먼 옛날엔 지하 8~10 km의 땅속에 묻혀 있었다. 지하에서 식어 굳어진 이 화강암은 약 6~7천만 년 전 경상 분지의 퇴적암과 화산암 속으로 뚫고 들어와서 굳어진 것이며, 그 후 화강암을 덮고 있던 퇴적암(금정봉 일대)과 화산암(범어사 북쪽)이 침식되어 없어지며 화강암이 지표에 드러나게 되었다. 금정산 화강암체는 화강섬록암, 흑운모 화강암, 토날라이트, 아다멜라이트 및 미문상화강암으로 구성된다.

## 금정산성
임진왜란과 정유재란으로 금정산성이 설치되었다. 한국에서 규모가 가장 큰 산성답게 행정구역도 부산 금정구와 북구, 동래구를 비롯해 경남 양산시와도 경계를 이룬다. 때문에 산성을 오르는 코스는 매우 다양하다. 산성을 순회하는 코스 역시 무궁무진하게 짤 수 있다. 1701년~1703년(숙종 29년)에 건설이 완료되었다. 벽 공사는 1707년에 끝났으며, 17 km 길이에 1.5~3 m 높이이다. 성 내부의 넓이는 8.2 km2다. 1807년까지 유지비용 때문에 사용되지 않았다. 서문이 그 해에 지어졌다. 일제강점기에 많은 성곽이 유실되었으나 복원작업을 통해 거의 복원하였다. 금정산성 남문 주위의 지역은 휴식 공간으로 인기가 있다. 금정산성 서문은 가기 힘들기 때문에 거의 찾지 않는다.

### 복원
일제강점기로 많은 성곽이 유실되었고 1972년부터 복원 작업이 시작되어 동문, 남문, 서문이 1974년 완공되었다. 부산시가 진행하는 복원 계획은 현재 완료되었다. 1996년부터 2010년까지 다단계로 진행되었다.
- 1단계(1996~2000): 서쪽 구역 복원
- 2단계(2000~2005): 동문~북문 사이의 벽 및 3,4 전망대 복원
- 3단계(2006~2010): 서문과 동문의 남쪽 및 1,2 전망대 복원

## 봉우리

### 고당봉
고당봉은 이 산의 최고봉이다. 801.5미터 높이에 있으며 부산광역시와 양산시의 경계면에 있다. 김해국제공항과 광안대교를 볼 수 있으며 맑은 날에는 김해시와 창원시 진해구의 일부 및 쓰시마섬(대마도)이 보인다. 한자로 쓰인 고당봉 표지석이 2016년 8월 1일 낙뢰를 맞아 파손되었으며, 10월 26일에 한글로 쓰인 석비가 재설치 되었다.

### 상학산
상학산은 부산광역시 북구 화명동에 소재한 봉우리로 해발고도는 640 m이다. 고시 지명은 상학산이나, 지역에서는 상계봉으로 부른다. 금정산의 봉우리의 하나이다. 산 정상에서는 낙동강 물줄기는 물론 멀리 김해평야와 김해시가 한눈에 바라다 보이는 경관이 수려한 산봉우리이다. 상계봉을 이루고 있는 화강암은 기계적 풍화작용으로 형성된 성채 모양의 크고 작은 기반암이 노출되어 있다. 등바위·베틀굴·영감바위·할멈바위 등이 있다. 상계 지명은 이곳에 닭과 관련된 전설이 많아 유래된 것으로 전한다. 학과 모습이 닮았다고 하여 상학봉이라고도 불리고 있다.

### 원효봉
원효봉은 금정산맥의 봉우리 중 하나이다. 산정은 불국사 화강암류 및 마산암류의 크고 작은 기반암이 드러나는 특이한 암괴 지형인 토르(Tor)를 이루고 있다.

#### 현황
고도 687m의 원효봉은 장군봉~고당봉~원효봉~대륙봉~상계봉~파리봉으로 이어지는 금정산 종주 코스의 중간 봉우리이다. 원효봉에서 내려다보면 부산시 주변의 도시 및 하천 경관과 능선의 화강암류 기암괴석이 아름답게 펼쳐져 등산객이 많이 찾는다.

### 파리봉
파리봉은 금정산맥의 상학산에서 서문으로 이어지는 상학산 능선의 봉우리이다. 금정산의 여러 봉우리들은 산성의 동쪽에 집중되어 있는데 파리봉만은 서쪽에 하나의 봉우리로 우뚝 서 있다. 비교적 험준한 만년 산지의 특색을 나타내고 있다.

#### 현황
파리봉의 고도는 615m로 부산광역시 금정구 금성동과 북구 화명동의 자연 경계를 이루고 있다. 파리봉 전망대에 고성능 망원경이 설치되어 있어 산의 아름다운 경관과 시내 전경을 감상할 수 있으며, 특히 낙동강과 김해 평야의 모습을 바라볼 수 있다.

## 금샘
금샘은 고당봉 500미터 주위의 자연 샘물이다. 전설에 의하면 금어가 다른 세상에서 내려와서 이 샘에 자리를 잡았다고 한다. 이후 샘은 마르지 않았고 금빛 물이 흘러내렸다. 산의 이름과 범어사의 이름이 여기에서 왔다. 현재 금정구의 상징물이다. 금정구의 대표 이미지는 금정산 금샘(金井山 金井)이다.

## 산성마을
산성마을은 부산 금정산 해발 450m. 굽이굽이 산길을 따라 한참을 올라가면 산성마을이 있다. 왜구가 침략해 올 것을 대비해 조선 숙종 32년(1706년) 금정산에 쌓은 금정산성은 마을 이름의 유래가 됐다. 지금은 ‘금정산성막걸리’와 ‘염소불고기’를 주 메뉴로 등산객의 발길을 잡는 관광마을이 됐지만 예전만 해도 시내까지 2~3시간을 걸어야만 하는 산골이었다. 처음 누룩이 마을에 등장한 것은 조선 초 금정산 자락 화전민들이 생계 수단으로 빚기 시작한 때부터다. 범어사 승려도 누룩을 빚어 생계를 꾸렸다는 말이 있을 정도로 마을 주민은 농사 대신 술을 빚어 생계를 이어 왔다. 금정산성막걸리가 알려지게 된 것은 금정산성을 축성하던 즈음이다. 산성을 쌓기 위해 각 지역에서 온 인부들은 이곳에서 먹어 본 막걸리에 반해 고향에 가서도 그 맛을 잊지 못했다. 전국적으로 ‘산성막걸리’를 찾는 손길이 많아진 이유다.

## 갤러리
금정산
- 금정산
- 금정산성
- 금정산성 북문
- 서쪽 성벽
- 케이블카
- 금샘
- 금샘
- 금샘
- 금정산 벼락 맞기 전 고당봉 모습
- 금정산 벼락 맞은 뒤 모습
- 고당봉

## 참고 문헌
- 이 문서에는 다음커뮤니케이션(현 카카오)에서 GFDL 또는 CC-SA 라이선스로 배포한 글로벌 세계대백과사전의 내용을 기초로 작성된 글이 포함되어 있습니다.

## 같이 보기
- 금샘
- 범어사
- 금정산성
- 부산광역시의 지질
- 한국의 화강암
- 한국의 산
- 산성마을
- 금강공원